# Splendore nell'erba (film 1981)
Splendore nell'erba (Splendor in the Grass) è un film televisivo del 1981 diretto da Richard C. Sarafian. È il remake dell'omonimo film girato da Elia Kazan nel 1961.

## Trama
Deanie e Bud si amano alla follia ma Ace Stamper, il padre di lui, lo costringe a lasciarla per farlo laureare. Allora Deanie viene ricoverata in una clinica psichiatrica e Bud, dopo il suicidio di suo padre e la morte di sua sorella Ginny in un incidente stradale, sposa un'altra. Si rincontreranno tre anni dopo, con tanta nostalgia.